# ماكسيم بتروف (قاتل متسلسل)
ماكسيم بتروف (بالروسية: Петров, Максим Владимирович)‏ هو قاتل متسلسل روسي، ولد في 14 نوفمبر 1965.